# أفرودة

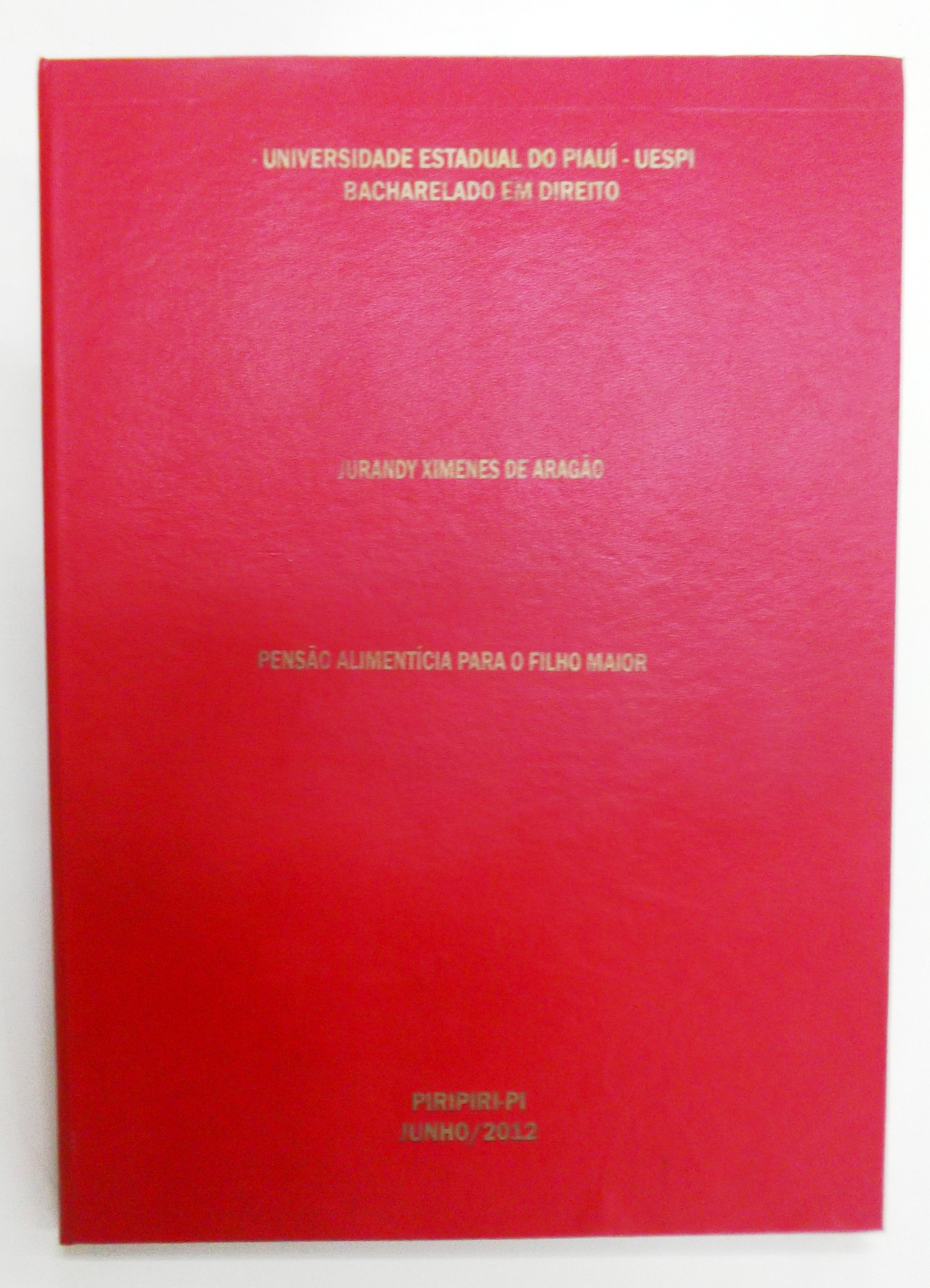

أُفْرودة أو المونوغرافيا (بالإنجليزية: monograph): (في اللغة الإغريقية، «كاتب واحد» أو «كتابة وحيدة») هي عمل كتابي في موضوع واحد فقط، وعادة ما يكون أيضًا من جانب كاتب واحد. وهو في كثير من الأحيان مقالة مدرسية أو دراسة، وقد تصدر على شكل كتاب، أو مقالة، أو مقالة استفتاحية للمحرر أو خطبة مكتوبة. وهي بالتعريف مستند مفرد يشكل النص الكامل في حد ذاته. قد يعلن المؤلف أن دراسته هي أفرودة، وقد يحدد القارئ أو الناقد نصًّا معينًا باعتباره أفرودة لغرض التحليل. وهو يستخدم عادة لعمل يقصد به أن يكون عرضًا كاملًا ومفصلا للموضوع الجوهري على مستوى أكثر تقدما من الكتاب المدرسي.
ينظر أمناء المكتبات إلى الأفرودات على أنها منشورات كاملة غير متسلسلة في مجلد واحد أو عدد محدود من المجلدات. وهم يميزونها عن المنشورات المتسلسلة مثل المجلة، أو الصحيفة.